# Jump up HIGH!!
- ラブライブ! > ラブライブ!サンシャイン!! > Aqours > Jump up HIGH!!

「Jump up HIGH!!」（ジャンプ アップ ハイ!!）は、Aqoursの楽曲。「Aqours Jumpin' up Project」のテーマソング。「Aqours CLUB CD SET 2019」として、2019年6月30日にLantisから発売された。

## 概要
前作「Believe again/Brightest Melody/Over The Next Rainbow」から約5か月ぶりとなるシングル。Aqours CLUB CD SETシリーズ第3弾として、「Aqours CLUB CD SET 2019」に内包されるかたちでのリリースとなる。
表題曲「Jump up HIGH!!」は、2019年から展開されているプロジェクト「Aqours Jumpin' up Project」のテーマソング。楽曲のタイトル・内容は、6月3日にYouTube公式チャンネルに投稿された視聴動画で初公開された。6月9日に行われた5thライブ「ラブライブ！サンシャイン!! Aqours 5th LoveLive! 〜Next SPARKLING!!〜」の2日目にこの曲が披露され、フルバージョンが一足先に公開されるかたちとなった。CD発売前のAqoursの楽曲がライブ中にフルバージョンで披露されるのは、ラブライブ!シリーズでは史上初の出来事となった。
カップリングは、前回「ホップ・ステップ・ワーイ!」に引き続き、表題曲のユニット別バージョンとなっている。
Aqoursのファンクラブ「Aqours CLUB 2019」のサービスが受けられるシリアルコードや、オフィシャルグッズが封入されている通常盤と、通常盤の内容に加えブックレット・スペシャルメモリアルDVDが封入された「PLATINUM EDITION」の2形態で発売される。

## チャート成績
2019年6月28日付のオリコンデイリーランキングでは1.1万枚を売り上げ1位にランクイン。Aqoursのシングルのオリコンデイリー首位獲得は4作連続となった。また、翌日の6月30日・7月
1日付も首位をキープし、7月8日付のオリコン週間ランキングでは、2.5万枚を売上げ2位にランクインした。日曜日に発売されたシングルが週間2位を獲得したのは、2014年に舞祭組「てぃーてぃーてぃーてれって てれてぃてぃてぃ 〜だれのケツ〜」が初めて達成して以来、2例目の快挙となった。また、週間アニメシングルチャートでは、日曜日に発売された作品としては史上初の首位獲得となった。また、この作品でデビュー作からの連続週間5位以内の記録がアニメ歌手史上初となる20作連続に到達。2019年7月現在、デビュー作からに限らない連続記録としても、水樹奈々の25作連続に次ぐ歴代2位の記録となっている。

## CD収録内容
| 全作詞: 畑亜貴、全作曲: Kanata Okajima、KOUDAI IWATSUBO、TAKAROT、全編曲: TAKAROT。 |                                       |        |                                            |
| #                                                                                   | タイトル                              | 作詞   | 作曲・編曲                                 |
| 1.                                                                                  | 「Jump up HIGH !!」                   | 畑亜貴 | Kanata Okajima 、KOUDAI IWATSUBO、 TAKAROT |
| 2.                                                                                  | 「Jump up HIGH !!」(Off Vocal)        | 畑亜貴 | Kanata Okajima 、KOUDAI IWATSUBO、 TAKAROT |
| 3.                                                                                  | 「Jump up HIGH !!」(CYaRon！ Ver.)    | 畑亜貴 | Kanata Okajima 、KOUDAI IWATSUBO、 TAKAROT |
| 4.                                                                                  | 「Jump up HIGH !!」(AZALEA Ver.)      | 畑亜貴 | Kanata Okajima 、KOUDAI IWATSUBO、 TAKAROT |
| 5.                                                                                  | 「Jump up HIGH !!」(Guilty Kiss Ver.) | 畑亜貴 | Kanata Okajima 、KOUDAI IWATSUBO、 TAKAROT |

## スペシャルメモリアルDVD収録内容

### Disc1
| #  | タイトル | 作詞 | 作曲・編曲 |
| -- | --- | ---- | ---------- |
| 1. | 「ラブライブ！サンシャイン!! Aqours クラブ活動 LIVE & FAN MEETING 2018 ユニット対抗全国ツアー ダイジェスト」 |      |            |
| 2. | 「LOVE LIVE! SUNSHINE!! Aqours World LoveLive! ASIA TOUR 2019 ダイジェスト」                                 |      |            |
| 3. | 「Aqours CLUB REPORT in ASIA」                                                                               |      |            |

### Disc2
| #  | タイトル                                              | 作詞 | 作曲・編曲 |
| -- | ----------------------------------------------------- | ---- | ---------- |
| 1. | 「CLUB REPORT 新年会！ こたつスペシャル！（前編）」   |      |            |
| 2. | 「CLUB REPORT 新年会！ こたつスペシャル！（中編）」   |      |            |
| 3. | 「CLUB REPORT 新年会！ こたつスペシャル！（後編）」   |      |            |
| 4. | 「CLUB REPORT 新年会！ こたつスペシャル！（番外編）」 |      |            |

### Disc3
| #   | タイトル                                                         | 作詞 | 作曲・編曲 |
| --- | ---------------------------------------------------------------- | ---- | ---------- |
| 1.  | 「Aqours CLUB チャレンジレポート 伊波杏樹」                      |      |            |
| 2.  | 「Aqours CLUB チャレンジレポート 逢田梨香子」                    |      |            |
| 3.  | 「Aqours CLUB チャレンジレポート 諏訪ななか」                    |      |            |
| 4.  | 「Aqours CLUB チャレンジレポート 小宮有紗」                      |      |            |
| 5.  | 「Aqours CLUB チャレンジレポート 斉藤朱夏」                      |      |            |
| 6.  | 「Aqours CLUB チャレンジレポート 小林愛香」                      |      |            |
| 7.  | 「Aqours CLUB チャレンジレポート 高槻かなこ」                    |      |            |
| 8.  | 「Aqours CLUB チャレンジレポート 鈴木愛奈」                      |      |            |
| 9.  | 「Aqours CLUB チャレンジレポート 降幡愛」                        |      |            |
| 10. | 「Aqours CLUB レポート Aqours in 絶凶・戦慄迷宮 〜収容病棟篇〜」 |      |            |